# 钱坑镇
钱坑镇，是中华人民共和国广东省揭阳市揭西县下辖的一个乡镇级行政单位。

## 行政区划
钱坑镇下辖以下地区：
老圩社区、月翁村、大茶石村、钱东村、钱西村、顶联村、红光村、钱北村、长三水村、钱南村、南光村、埔龙尾村、竹园内村和白石村。